# Санта Круз (Кабо Верде)
Вижте пояснителната страница за други значения на Санта Круз.
Санта Круз (на португалски: Santa Cruz) е една от 22-те общини на Кабо Верде. Разположена е в източната част на остров Сантяго. Площта на общината е 112 км², а населението е 26 010 души (по предварителна оценка от юли 2019 г.). Гъстотата на населението е 231,8 души/км². Административният център на Санта Круз е град Педра Бадехо. Общината била създадена през 1971, отцепвайки се от старата община Прая. Населението на Санта Круз е 14 % от цялото население на остров Сантяго. Общината се намира на около 40 километра от столицата на Кабо Верде град Прая.

## Населението през годините (Педра Бадехо)
| Година | Население |
| ------ | --------- |
| 2000   | 25 234    |
| 2010   | 26 609    |
| 2019   | 26 010    |

## Побратимени градове
- Авейро, Португалия от 1993 г.